# Kutry trałowe projektu 151
Kutry trałowe projektu 151 – typ kutrów trałowych, budowanych w ZSRR i Polsce w latach 50. XX wieku, określany też jako typ TR-40. Klasyfikowane były też jako trałowce rzeczne.

## Historia
Kutry te były pierwszymi okrętami zbudowanymi od podstaw w Polsce po II wojnie światowej. Budowano je według licencji radzieckiej, głównie na eksport do ZSRR. Prototypowy kuter został zbudowany w ZSRR w stoczni nr 789 Awangard w Pietrozawodsku. Głównym projektantem był Dmitrij Rudakow z CKB nr 19 w Leningradzie, a dokumentacja została spolonizowana w biurze konstrukcyjnym CBKO-2 w Gdańsku, początkowo pod oznaczeniem projekt 1. Istnieją jednak znaczne rozbieżności w publikacjach odnośnie do miejsc i wielkości całkowitej produkcji kutrów. Prawdopodobnie 30 jednostek zostało zbudowanych od 1954 roku w ZSRR w stoczni Awangard w Pietrozawodsku. W latach 1954–58 w Polsce w Stoczni Rzecznej w Pleniewie (późniejsza Stocznia Wisła) zbudowano 7 okrętów tego typu dla polskiej Marynarki Wojennej oraz najprawdopodobniej 48 dla marynarki ZSRR. Radzieckie okręty nosiły numery z zakresu: RT-20 – 28, RT-33 – 35, RT-145 – 154, RT-157 – 170, RT-175 – 196 (58 numerów). Ponadto, według niektórych źródeł, 8 niekompletnych kadłubów zostało zakupionych w Polsce przez Rumunię, gdzie ukończono je przed 1960 rokiem. Służyły pod oznaczeniami VD 241-248 na Dunaju do lat 1983–85. Według jednak publikacji rumuńskich, tylko 6 trałowców VD 241-246 zostało zbudowanych przez stocznię Santierul Naval w Oltenița w latach 1955–59. Być może 2 kadłuby zostały dostarczone Rumunii przez ZSRR.

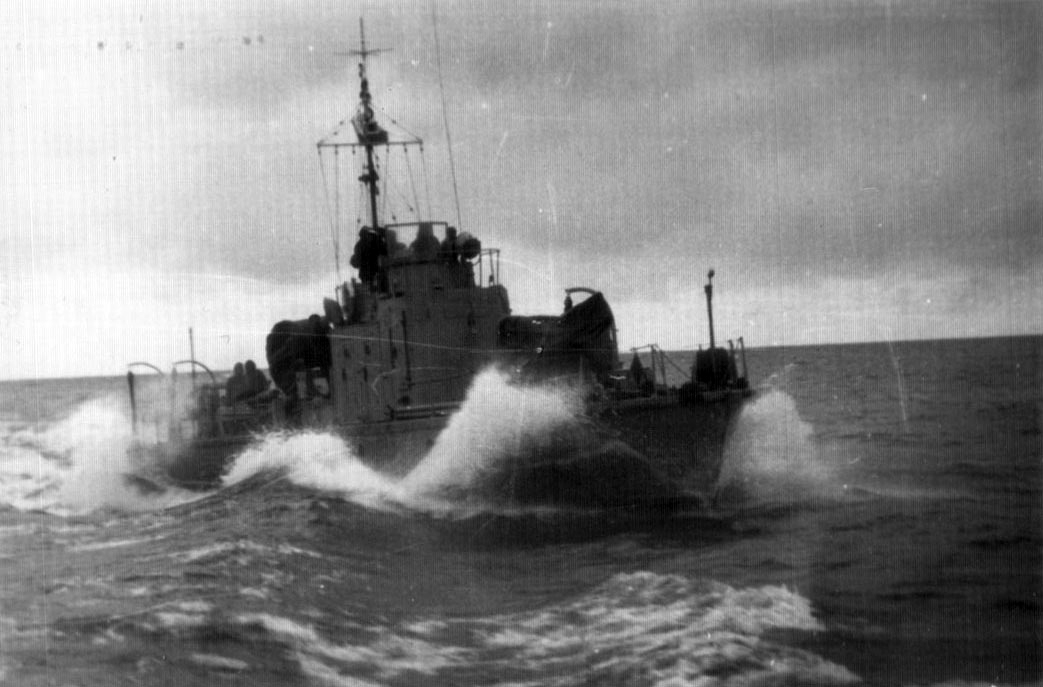
Polski kuter trałowy TR-42

Pierwszy okręt o oznaczeniu TR-41 wszedł do polskiej służby 3 kwietnia 1955, kolejne TR-42 – TR-47 weszły do służby do końca 1956 (skrót TR pochodził od: trałowiec rzeczny). W styczniu 1960 kutry TR-41 – TR-47 oprócz oznaczeń otrzymały stałe numery burtowe, odpowiednio: 811–817.
| Oznaczenie | późniejszy znak burtowy | podniesienie bandery | wycofanie  |
| ---------- | ----------------------- | -------------------- | ---------- |
| TR-41      | 811                     | 3.04.1955            | 15.07.1970 |
| TR-42      | 812 → K-12 (1970)       | 23.10.1955           | 10.04.1971 |
| TR-43      | 813                     | 8.01.1956            | 15.07.1970 |
| TR-44      | 814                     | 17.06.1956           | 31.12.1966 |
| TR-45      | 815                     | 29.06.1956           | 31.12.1966 |
| TR-46      | 816                     | 19.08.1956           | 15.07.1970 |
| TR-47      | 817 → K-13 (1970)       | 7.10.1956            | 10.04.1971 |

Polskie kutry tego typu bazowały początkowo w Helu, a od listopada 1956 w Świnoujściu, tworząc dywizjon rzecznych kutrów trałowych. Operowały one głównie na Zalewie Szczecińskim i wodach przybrzeżnych Zatoki Pomorskiej. Zostały wycofane ze służby w latach 1969–1970 i skasowane; dwa z nich jeszcze do 1971 służyły jako jednostki pomocnicze.
Kutry projektu 151 były konstrukcji drewnianej, ze stalową lekko opancerzoną nadbudówką (7 mm).

## Dane techniczne
- wyporność: standardowa – 46,4 tony; pełna – 49,2 tony
- wymiary: długość – 27,7 m; szerokość – 4,1 m; zanurzenie – 0,6 m
- napęd: 2 silniki wysokoprężne Wola 300 (3D12), 12-cylindrowe o łącznej mocy 600 KM, 2 śruby, 2 stery
- prędkość: maksymalna – ok. 15 w., ekonomiczna – 10 w.
- zasięg: 500 mil morskich przy 10 węzłach
- autonomiczność: 5 dób
- zapas paliwa: 2750 kg
- załoga: 16 ludzi (w ZSRR – 12 ludzi[1])
- uzbrojenie:
  - 1 podwójnie sprzężona armata przeciwlotnicza kaliber 25 mm typu 2M-3M (1 × II)
  - 1 podwójnie sprzężony wkm przeciwlotniczy kalibru 14,5 mm typu 2M7 (1 × II)[1] (na wczesnych jednostkach radzieckich wkm 12,7 mm)[3]
  - do 24 min (w służbie radzieckiej: 25 min JaM, 13 min KPM, 6 min AMD-500)[1]
  - 24 bomby głębinowe (możliwość)[1]
- wyposażenie trałowe:
  - trał kontaktowy T-1 (RKT-1[1]) lub MT-3[4]
  - trał akustyczny BAT-2[4]
  - trał SAMT-1[1]